# دي دي شارب
دي دي شارب (بالإنجليزية: Dee Dee Sharp)‏ هي موسيقية ومغنية أمريكية، ولدت في 9 سبتمبر 1945 في فيلادلفيا في الولايات المتحدة.

## وصلات خارجية
- الموقع الرسمي
- دي دي شارب على موقع IMDb (الإنجليزية)
- دي دي شارب على موقع ميوزك برينز (الإنجليزية)
- دي دي شارب على موقع أول ميوزيك (الإنجليزية)
- دي دي شارب على موقع ديسكوغز (الإنجليزية)
- دي دي شارب على موقع ديسكوغز (الإنجليزية)